# Abteilung Fremde Heere

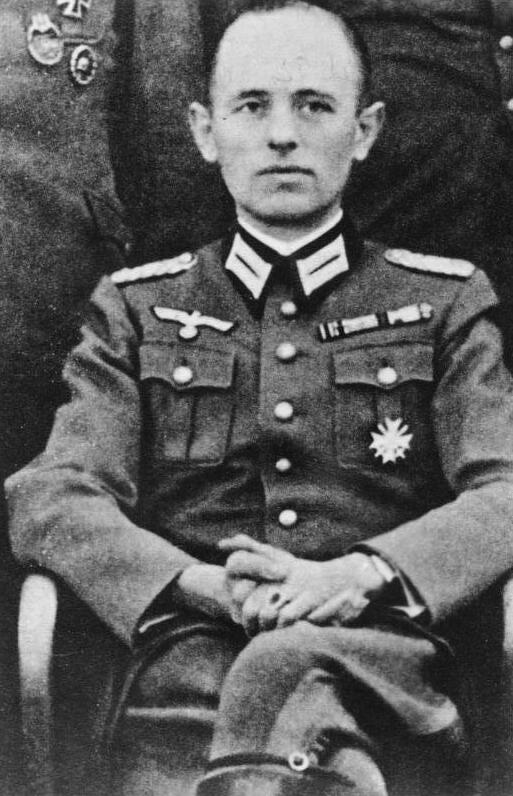
Reinhard Gehlen jako dowódca Fremde Heere Ost

Abteilung Fremde Heere (pol. Wydział Obce Armie) – wojskowa służba wywiadowcza Niemiec funkcjonująca jako oddział Wielkiego Sztabu Generalnego Armii Cesarstwa Niemieckiego i Sztabu Generalnego Wehrmachtu (Oberkomando des Heeres (OKH) i Oberkommando der Wehrmacht (OKW)) w strukturze dowodzenia armii niemieckiej.
Działalność służby została zapoczątkowana w czasie I wojny światowej. Złożona była wówczas z sieci oficerów wywiadu i kontrwywiadu Armii Cesarstwa Niemieckiego przydzielonych do jednostek liniowych na frontach i podporządkowanych Oddziałowi Abteilung III b Wielkiego Sztabu Generalnego Oberste Heeresleitung (OHL). Oficerowie zajmowali się tzw. wywiadem płytkim, inwigilacją jeńców wojennych etc.
Po klęsce Niemiec w I wojnie światowej, w konsekwencji postanowień traktatu wersalskiego służba została formalnie rozwiązana (wobec traktatowego rozwiązania Wielkiego Sztabu Generalnego Armii Cesarstwa Niemieckiego). Faktycznie, podobnie jak inne komórki sztabu generalnego, funkcjonowała nadal w czasie Republiki Weimarskiej – w strukturach Reichswehry zakonspirowana pod kryptonimem niem. Abteilung T 3 der Heeresstatistischen Abteilung des Truppenamtes der Reichswehr (Oddział T 3 Wydziału Statystyki Sił Zbrojnych Zarządu Reichswehry).
W roku 1931 służba otrzymała oficjalne nowe umocowanie prawne i powróciła do nazwy Abteilung Fremde Heere. W lutym 1938 po reorganizacji naczelnego dowództwa Wehrmachtu w konsekwencji afery Blomberga – Fritscha służba została zreorganizowana. Została wówczas podzielona na dwa odrębne wydziały Sztabu Generalnego.
Były to:
- Wydział Obce Armie Zachód – niem. Fremde Heere West (Obce Armie Zachód) – wywiad na Stany Zjednoczone i Wlk. Brytanię (niem. 3. Abteilung des Wehrmachtführungsstabs des Oberkommandos der Wehrmacht) – III Wydział Sztabu Operacyjnego Wehrmachtu OKW[a]; szefami FHW byli kolejno: Ulrich Liss (1938 – 1 marca 1943), płk Alexis von Roenne(inne języki) (1 marca 1943 – lipiec 1944[b], Willi Bürklein (lipiec 1944 – maj 1945);

- Wydział Obce Armie Wschód – niem. Fremde Heere Ost (FHO) (niem. 12. Abteilung des Generalstabs) – XII Wydział Sztabu Generalnego przy OKH – wywiad na ZSRR. Po ataku III Rzeszy na ZSRR wydział ten miał siedzibę w pobliżu kwatery głównej Adolfa Hitlera – "Wolfsschanze" w Gierłoży – w kwaterze OKH w Mamerkach, a jego szefem był od 1 marca 1939 (p.o. od 10 listopada 1938) do  20 marca 1942 płk Eberhard Kinzel(inne języki), a następnie od 1 kwietnia 1942 do 10 kwietnia 1945 płk Reinhard Gehlen[c].

Fremde Heere West i Fremde Heere Ost nie wchodziły formalnie w skład struktury Abwehry, lecz bezpośrednio w skład OKW i OKH jako wydziały sztabów tych dowództw. Nie zostały w związku z tym rozwiązane w lutym 1944 wraz ze strukturą Abwehry wcieloną wówczas do Sicherheitsdienst.
Obie służby przestały istnieć z dniem bezwarunkowej kapitulacji III Rzeszy 8 maja 1945 i likwidacji III Rzeszy jako państwa. Z oficerów i pozostałości siatki agentów wydziału Obce Armie Wschód (niem. Fremde Heere Ost) po zakończeniu II wojny światowej gen. Reinhard Gehlen utworzył w porozumieniu z władzami amerykańskiej strefy okupacyjnej zachodnich Niemiec tzw. Organisation Gehlen zbierającą dane wywiadowcze dotyczące Armii Czerwonej na terenie ZSRR i krajów Europy Środkowo-Wschodniej okupowanych od 1944 przez Armię Czerwoną. Organisation Gehlen przekazywała te dane amerykańskim służbom specjalnym i stała się zalążkiem służb specjalnych Republiki Federalnej Niemiec (powstałej w 1956 Bundesnachrichtendienst).